# Конфи

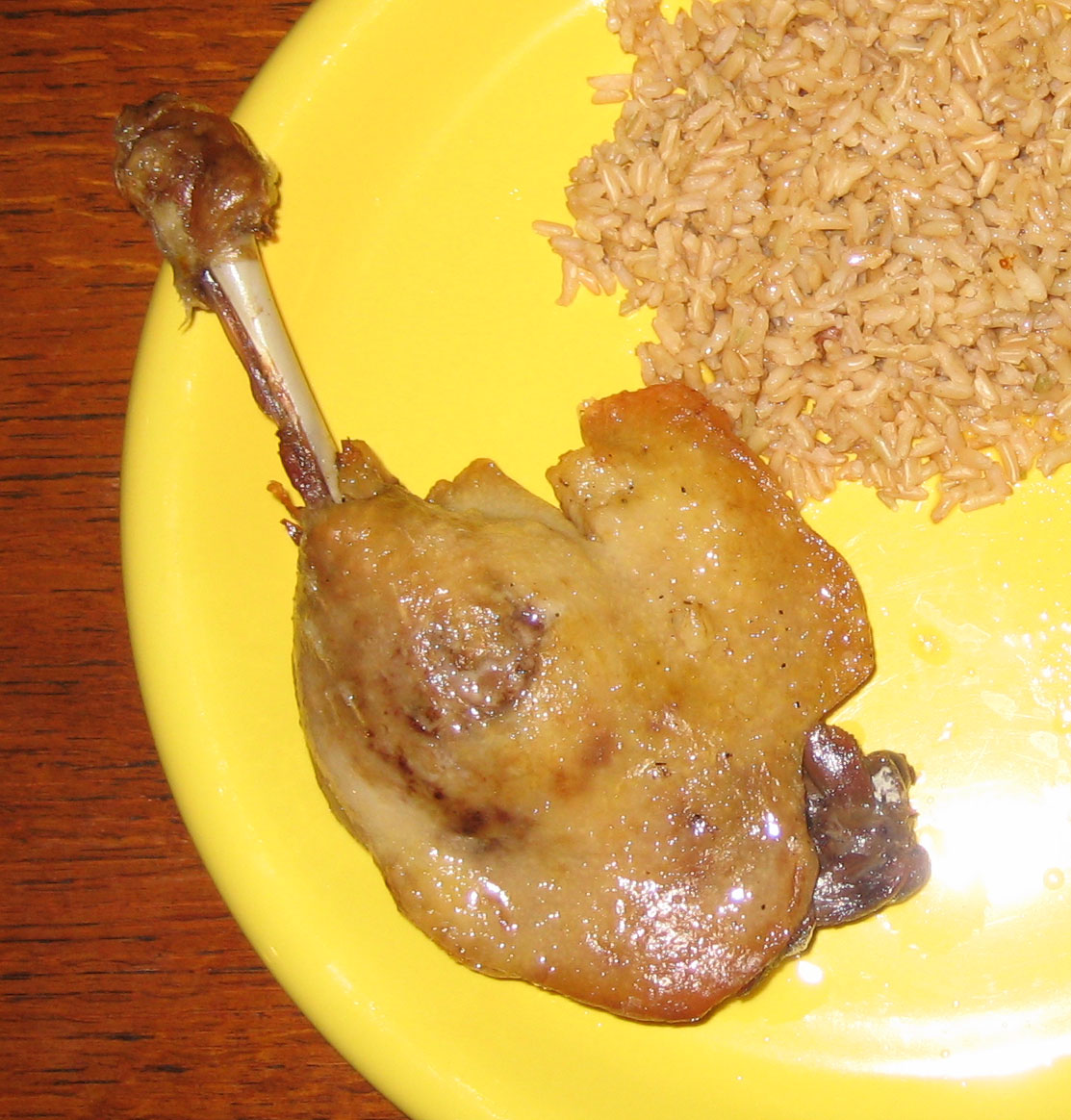
Утиное конфи (ножка)

Конфи́ (от фр. confit) — способ приготовления блюд во французской кухне: медленное томление продуктов (чаще всего птицы или мяса), полностью погруженных в жир, при низкой температуре (менее 100 °C).
Конфи является одним из древнейших способов консервирования мяса, метод особенно популярен в кухне юго-западной Франции (в частности, как элемент кассуле).

## Этимология
Французское слово произошло от глагола фр. confire (засахарить, мариновать), в свою очередь образовавшемуся от лат. conficio («делать», «готовить»). Первоначально получило употребление в средневековье для обозначения фруктов, приготовленных в сахаре, отсюда произошли слова «конфитюр» и «конфета».

## Вкус
Конфи характеризуется сочным, ароматным, немного солёным вкусом. Считается, что вкус улучшается в течение первых месяцев хранения. Хотя метод, в теории, убивает все бактерии и деактивирует энзимы в мясе, биохимические изменения неизбежно продолжаются и жир окисляется. Нотка прогорклости является частью вкуса конфи.

## История
Способ сохранения мяса с помощью заливки его слоем жира, который предотвращает доступ воздуха, был известен с древнейших времён.
Как блюдо, конфи стало популярно с XIX века, после возникновения интереса к фуа-гра. Как отмечает Харольд МакГи, вполне возможно, что метод получения фуа-гра в свою очередь возник в древности в результате экспериментов по раскармливанию птицы с целью сделать её более пригодной для консервации с помощью конфи. Он же отмечает, что французская традиция конфи скорее всего возникла как процесс консервации свинины в собственном жире после осеннего забоя свиней.
Популярные ныне гусиное и утиное конфи возникли в XIX веке недалеко от Байонны. Возросшее в то время в регионе производство кукурузы создало условия для раскармливания птицы опять-таки с целью её последующей консервации. В отсутствие холодильников и консервов конфи позволяло сохранять ингредиенты для салатов, жаркого и супов.

## Приготовление
Как и при любом медленном приготовлении мяса, основой конфи является гидролиз коллагена с образованием желатина. Поэтому ключевыми элементами являются температура и время готовки; метод нагрева, используемый сосуд и тип применяемого жира несущественны для вкуса. В процессе приготовления мясо должно быть полностью покрыто жиром.

## Хранение
В запечатанных банках в прохладном месте традиционное конфи сохранялось в течение нескольких месяцев. Его можно было периодически разогревать вновь, продлевая срок хранения. Небольшой риск развития возбудителя ботулизма (который размножается без доступа воздуха) предотвращался добавкой большого количества поваренной соли или нитратов/нитритов в соль. Поскольку современное конфи либо консервируется в банке, либо хранится в холодильнике и употребляется в пищу в течение нескольких дней, соль в настоящее время применяется для вкуса, а не для сохранения пищи, в небольших количествах.